# Georgia Flood
Georgia Flood, född 29 november 1992 i Phillip Island, är en australisk skådespelare.
Flood har bland annat medverkat TV-serierna Nautilus – kapten Nemos äventyr och Apples Never Fall.

## Filmografi (i urval)
- 2024 – Apples Never Fall (TV-serie)
- 2024 – Nautilus – kapten Nemos äventyr (TV-serie)